# Jan Peeters (polityk)
Jan Peeters (ur. 12 stycznia 1963 w Herentals) – belgijski i flamandzki polityk oraz samorządowiec, parlamentarzysta, w 1999 minister, działacz Partii Socjalistycznej.

## Życiorys
Uzyskał licencjat z nauk politycznych i społecznych na Uniwersytecie w Antwerpii. Pracował na tej uczelni i jako doradca Willy'ego Claesa. Zaangażował się w działalność polityczną w ramach flamandzkiej Partii Socjalistycznej. W latach 1991–1995 i 1999–2010 sprawował mandat posła do federalnej Izby Reprezentantów. Od 1992 do 1995 był jednocześnie członkiem Rady Flamandzkiej.
Od 1995 do 1999 w belgijskim rządzie pełnił funkcję sekretarza stanu do spraw bezpieczeństwa, integracji społecznej i środowiska. Od czerwca do lipca 1999 zajmował stanowisko ministra emerytur, bezpieczeństwa społecznego, integracji społecznej i środowiska w rządzie, którym kierował Jean-Luc Dehaene. Przez szesnaście lat do 2017 był burmistrzem swojej rodzinnej miejscowości.
Komandor Orderu Leopolda II.